# 南洋大楼
武汉国民政府旧址，即南洋大楼，位于中华人民共和国湖北省武汉市江汉区中山大道708号，由主楼和副楼两部分组成，主楼是一座五层钢筋混凝土框架结构的建筑。该建筑建成于1921年，原为南洋兄弟烟草公司的经营者简照南、简照强兄弟所建，1926年12月至1927年3月间将主楼借予武汉国民政府作为办公用楼。此后该楼几经外借，1951年起由武汉市财政经济委员会管理。1988年，楼内第三层恢复了武汉国民政府时期的部分陈设，并作为展览对外开放。1996年，武汉国民政府旧址被列为全国重点文物保护单位。

## 历史
1917年，经营广东南洋兄弟烟草公司的简照南、简照强兄弟在汉口的贤乐巷和文书巷之间选址修建了一座大楼，这座大楼由汉明建筑师、伯克利土木工程师设计，上海李丽记营造厂承建。1921年该大楼建成，是为南洋大楼:114。1919年时，南洋大楼的后面又建成了一座附楼，作为职工单身宿舍使用:1。1926年，广州国民政府迁至武昌，1926年12月13日成立武汉临时联席会议。不久后，简照强将南洋大楼主楼借给国民政府作为办公用房。1927年1月1日，武汉国民政府正式在南洋大楼办公。在武汉国民政府进驻期间，南洋大楼的一楼为国民革命军司令部、总政治部、《革命军日报》编辑部、郭沫若等人的居室；二楼为卫兵室和卫兵居室；三楼为会议厅，秘书处，其中的会议厅为武汉临时联席会议和中国国民党二届三中全会的召开地；四楼为海外部、实业部、教育部的办公室；五楼为国民政府副官处，以及宋庆龄、徐谦、谭平山、林伯渠等人的居室:44-45。1927年3月下旬，武汉国民政府迁出南洋大楼，办公地点改至武昌旧督军署:114。1928年至1936年，南洋大楼曾租给他人开办大华饭店，还曾租给既济水电公司作为办公用房。1937年，南洋烟厂转移到重庆营业，南洋大楼被日军占据至抗日战争结束:2。1946年为当地政府机关和第六战区政治部所用。
1949年，中国人民解放军攻克武汉后接管了南洋大楼。中华人民共和国成立后，1951年，南洋烟草公司完成公私合营改造后,南洋武汉工厂并入武汉卷烟厂，南洋大楼由武汉市财政经济委员会管理。1959年，武汉市人民委员会将南洋大楼列为武汉市文物保护单位。文化大革命期间，南洋大楼被挪用为武汉卷烟厂职工宿舍:2。1983年，武汉市人民政府等部门迁出了楼内的108家住户，并于1986年正式出资维修南洋大楼。1988年1月，南洋大楼的三楼复原了国民党二届三中全会的会场和部分国民政府办公用房，并作为展览对外开放。1995年，武汉市人民政府将南洋大楼定为武汉市爱国主义教育基地。1996年，南洋大楼以“武汉国民政府旧址”一名列为全国重点文物保护单位。1997年，旧址管理所更名为武汉国民政府旧址纪念馆。

## 结构
南洋大楼位于武汉市江汉区中山大街708号，建筑面向西北方向开门，由上至下共分为5层，通高30米，为钢筋混凝土框架结构，外墙为36至60厘米厚的砖墙，正面为洗麻石粉面。该楼平面呈不规则多边形，主楼高五层，占地面积885平方米，建筑面积4747平方米，屋顶建有回廊、凉亭、拱门、钟楼和阳台。附楼平面呈L字形，为四层砖混结构建筑，层高3.6米。占地面积326.5平方米，建筑面积1306平方米，二层和三层的阔面设有阳台，二至四层的内部设有宽约两米的内廊，廊道左右设有若干房间。附楼顶部除拐角处为木桁架人字坡屋顶外，其余屋顶为平顶，外檐设有女墙。:34:1,6-7